# Colle della Lettera
Il Colle della Lettera è un valico secondario delle Alpi Apuane situato a 1.730 metri di altitudine, sul versante settentrionale della Pania della Croce, nel comune di Molazzana, Provincia di Lucca.

## Geografia
Il colle si trova tra la Pania della Croce e l'accesso al Vallone dell'Inferno, poco sopra il Callare della Pania. È un passaggio obbligato per numerose vie alpinistiche invernali e si affaccia su una zona particolarmente scenografica e selvaggia delle Apuane.

## Escursionismo e Alpinismo
Il Colle della Lettera è noto tra gli escursionisti e alpinisti per la sua posizione panoramica e per l’accesso a numerose vie, in particolare in ambiente invernale:
- Good Bye 900 – Borra Ghiacciata, una classica salita su canale ghiacciato.[2]
- L’Urlo del Coyote – itinerario alpinistico su misto, apprezzato per l'ambiente severo.[1]
- Vallone dell’Inferno – discesa suggestiva e impegnativa, percorsa anche in estate da escursionisti esperti.

## Accesso
Il colle è raggiungibile a piedi da:
- Rifugio Rossi (1609 m): con sentiero fino al Callare della Pania, poi tracce verso nord.
- Foce di Mosceta: tramite sentieri CAI 126 e deviazioni non segnate.
- Alta Versilia: da Passo di Croce o Levigliani, attraverso la Foce di Mosceta.[1]

## Interesse alpinistico
La zona è molto frequentata da alpinisti in inverno per la presenza di canali ghiacciati, pendii misti e paretine rocciose. Le vie richiedono buone competenze tecniche, soprattutto in condizioni di neve dura o ghiaccio.